# Парк Сухраварди
Парк Сухраварді (бенг. সোহরাওয়ার্দী উদ্যান, трансліт. Sohrawardy Uddan) — міський парк, національний меморіал і громадський простір, розташований у місті Дакка, Бангладеш. Парк має важливе історичне значення через його зв'язок з ключовими подіями в історії країни. Парк Сухраварді має площу 0,38 км2, зокрема, пов'язаний з двома ключовими моментами в історії Бангладеш: історичною промовою шейха Муджібура Рахмана 7 березня 1971 року, який закликав до боротьби, і капітуляцією пакистанських військ 16 грудня 1971 року, яка ознаменувала кінець визвольної війни Бангладеш. Парк Сухраварді названо на честь Хусейна Шахіда Сухраварді, який є ключовою фігурою в ранній політичній історії Східного Пакистану та Бангладеш. Парковий простір містить пам'ятники та споруди, присвячені подіям визволення Бангладеш. Крім того, у парку Сухраварді проводиться щорічний книжковий ярмарок, найбільший книжковий ярмарок у країні, який присвячений бенгальській літературі та культурі.

## Історія
Парк Сухраварді був створено у центрі Дакки в упазілі Рамна ще у 17 столітті. У періоді Великих Моголів він був відомим як Багх-е-Бадшахі (перс. Королівський сад). В той час на території парку було побудовано житловий район з мечеттю, садами, храмами тощо. Після падіння імперії Великих Моголів Рамана територія Багх-е-Бадшахі поступово втратила свою колишню славу. У період Ост-Індської компанії парк був лісистою територією зі зруйнованими будівлями та гробницями.
Під час британського правління у 19 столітті тут розташовувався військовий клуб для англійських солдат та іподром. Цей район почали називати Рамна Гамхана. 21 березня 1948 року генерал-губернатор Пакистану Мухаммед Алі Джинна виголосив на території військового клубу перед 300-тисячним натовпом, що лише урду має бути національною мовою, щоб нація залишалася єдиною, але тільки в 1971 році проблема офіційної мови стала чинником відділення регіону для створення країни Бангладеш.

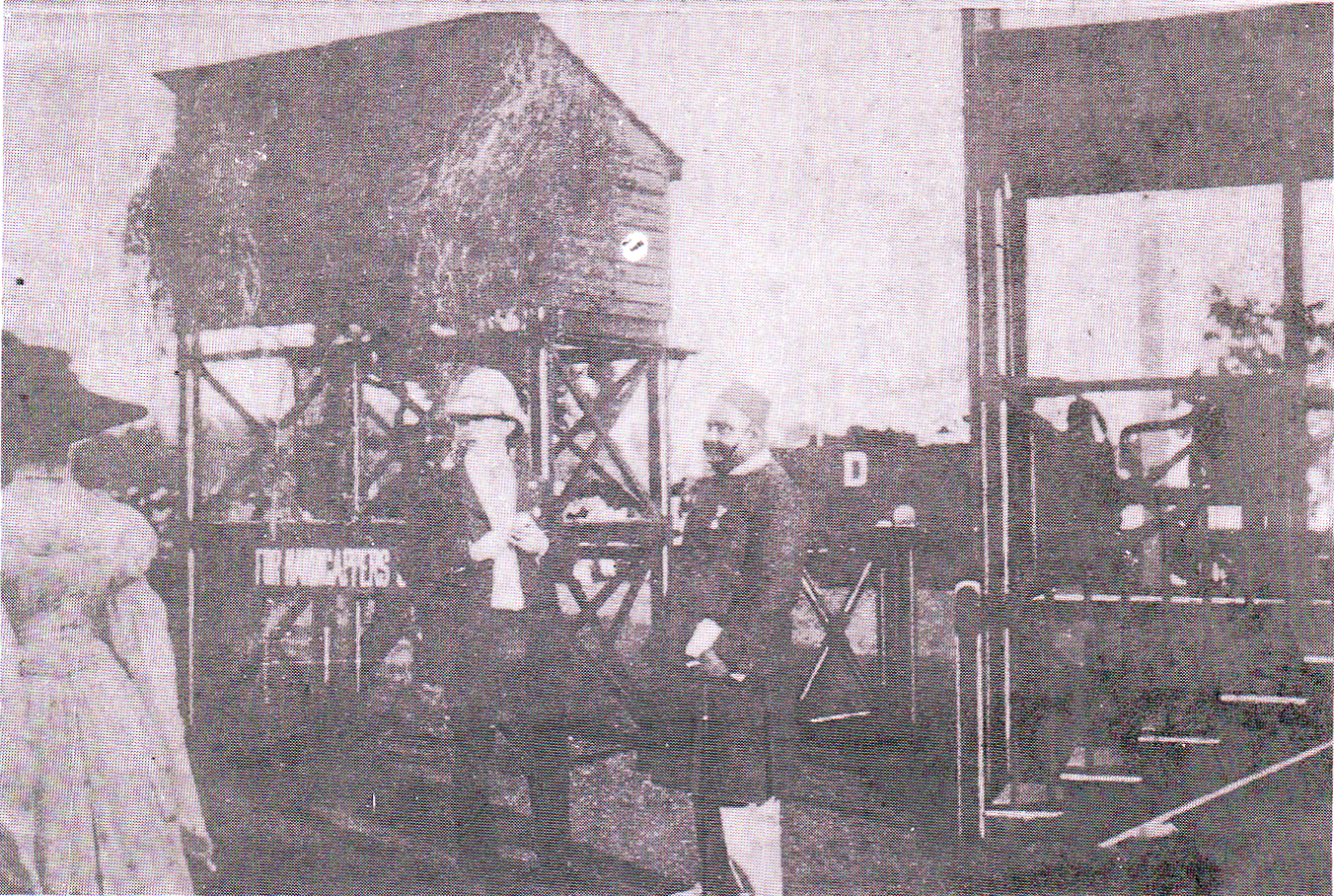
Хусейн Шахіда Сухраварді на іподромі Рамна, початок 20 століття

Саме іподром Рамна Гамхана був визначним місцем проведення заходів, пов'язаних зі звільненням Бангладеш. 23 лютого 1969 року тут відбувся громадський збір на честь шейха Муджібура Рахмана після його звільнення із в'язниці за звинуваченнями в заколоті.

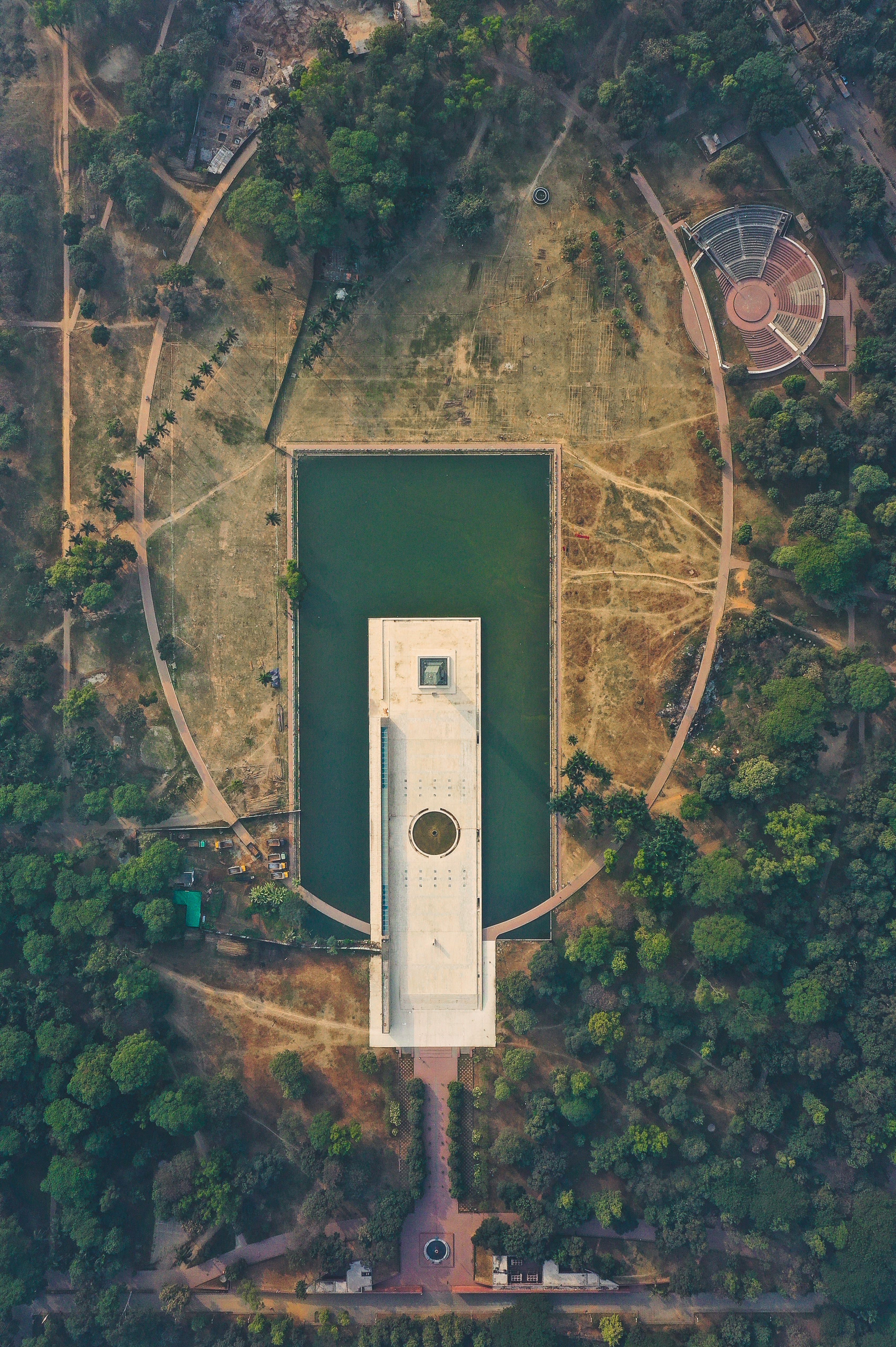
Територія парку Сухраварди

3 січня 1971 року політики Ліги Авамі організували масовий мітинг, на якому вони пообіцяли не зраджувати справу бенгальського народу. 7 березня того ж року Муджибур Рахман виголосив свою історичну промову на іподромі перед понад мільйон людей. У своїй промові Муджибур Рахман неофіційно проголосив незалежність Бангладеш, сказавши: «Цього разу боротьба — це боротьба за нашу свободу. Цього разу боротьба — це боротьба за нашу незалежність».
Визвольна війна Бангладеш почалася коли пакистанська армія розпочала операцію «Прожектор» проти бенгальських цивільних осіб, інтелігенції, студентів, політиків, діючи й на території парку Рамна. Під час військових дій, на території парку було вбито пакистанською армією близько 250 індуїстів та зруйновано храм Калі, розташований поруч з іподромом.
Саме у парку 16 грудня 1971 року була офіційна капітуляція 93 000 військовослужбовців Західного Пакистану та підписано угоду між Індією, Пакистаном і Тимчасовим урядом Бангладеш, таким чином завершивши війну за незалежність Бангладеш та третю індо-пакистанську війну 1971 року. В наслідок цього було офіційно створено Народну Республіку Бангладеш.
Саме після цих подій територія іподрому Рамна отримала назву Парк Сухраварди на честь Хусейна Шахіда Сухраварді.
17 березня 1972 року прем'єр-міністр Індії Індіра Ганді та Муджібур Рахман спільно виступили на масовому мітингу у парку Сухраварди.
У 1975 році на частині площі парку Сухраварди був побудований дитячий парк розваг Шишу.7 березня 1996 року на території парку було урочисто відкрито символ пам'яті Вічний вогонь (Шіха Чирантан) на честь Визвольної війни.
Бангладешські архітектори Кашеф Махбуб Чоудхурі та Марина Табассум в 1997 році виграли національний конкурс дизайну Монумента незалежності Бангладеш і Музею визвольної війни, і згодом їм було доручено виконати цей проект на території парку Сухраварди. З 1999 по 2013 роки в парку будували національний пам'ятник Монумент Незалежності на честь історичних подій Визвольній війні Бангладеш

## Споруди парку

### Монумент Незалежності

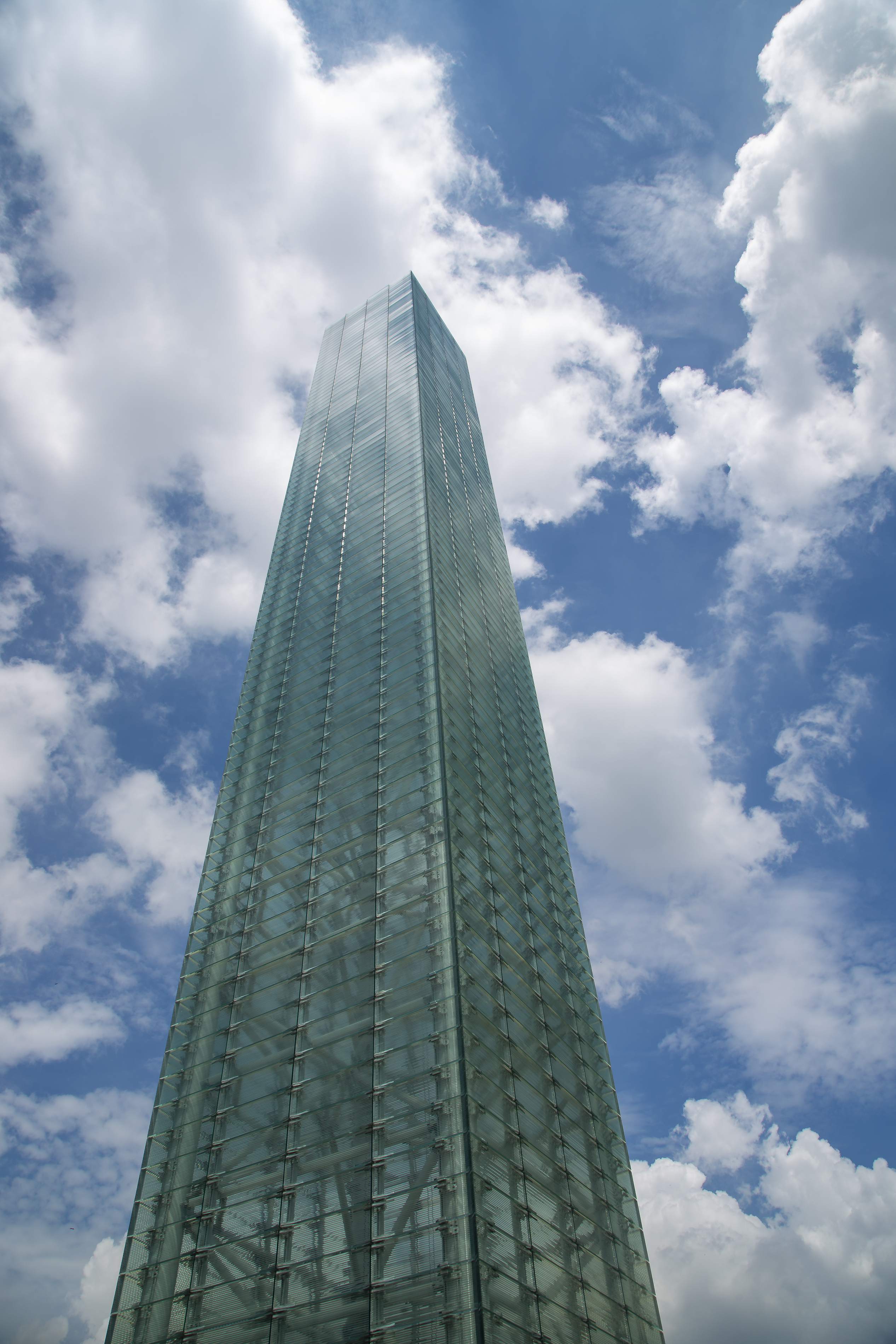
Монумент Незалежності

Меморіал Свадхіната Стамбха (Монумент Незалежності) побудований на площі 0,27 км2, призначений для вшанування полеглих воїнів Визвольної війни. 150-футова скляна вежа була побудована на місці, де була підписана капітуляція військ Пакистану. Поруч з вежею розташована стіна з теракотовим муралом, що відображають історію війни та боротьби за свободу з 1948 по 1971 рік. В комплекс входить зал на 2000 місць та амфітеатр, призначені для концертів і публічних розважальних програм. Напроти вежі розташовано вічний вогонь. Крім того, на території є Музей незалежності, експозиційна галерея та декоративний фонтан.

### Вічний вогонь
Вічний вогонь, офіційна назва Шикха Чирантан (бенгальська শিখা চিরন্তন), було започатковано 7 березня 1996 року, щоб відзначити місце, де Муджібур Рахман виголосив свою історичну промову, рівно через рік прем'єр-міністр Шейх Хасіна офіційно запалила вогонь у присутності трьох світових лідерів: південноафриканського лідера Нельсона Мандели, турецького політика Сулеймана Деміреля та палестинського лідера Ясіра Арафата. 26 березня тут проводять щорічні вшанування Дня незалежності Бангладеш.

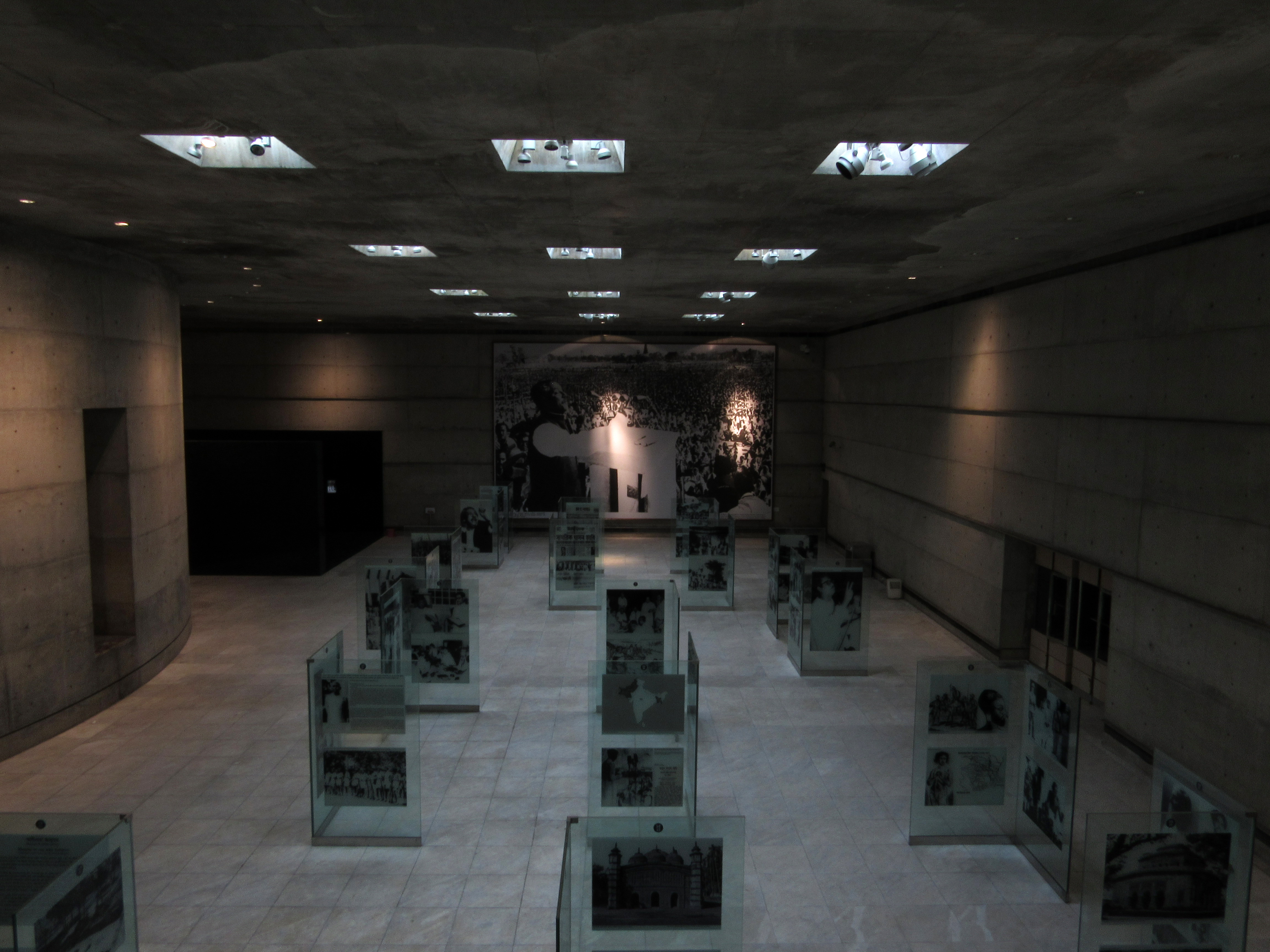
Виставковий зал музею

### Музей Незалежності
Музей Незалежності є однією зі структур парку Сухраварди. Цей музей описує історію боротьби, починаючи від правління Моголів до Дня Перемоги. Музей незалежності був відкритий для відвідування 25 березня 2015 року, у 45-й день незалежності Бангладеш.
Площа музею становить 5669 м2 плиткової підлоги, його підземна тераса має фонтан у центрі, де вода падає зі стелі. У музеї є колекція з понад 300 історичних фотографій на 144 скляних панелях, які зображують історію Бангладеш. У музеї представлено матеріали часів визвольної війни: картини, примірники закордонних газет та репортажі про різні події, археологічні та історичні об'єкти.

## Діяльність

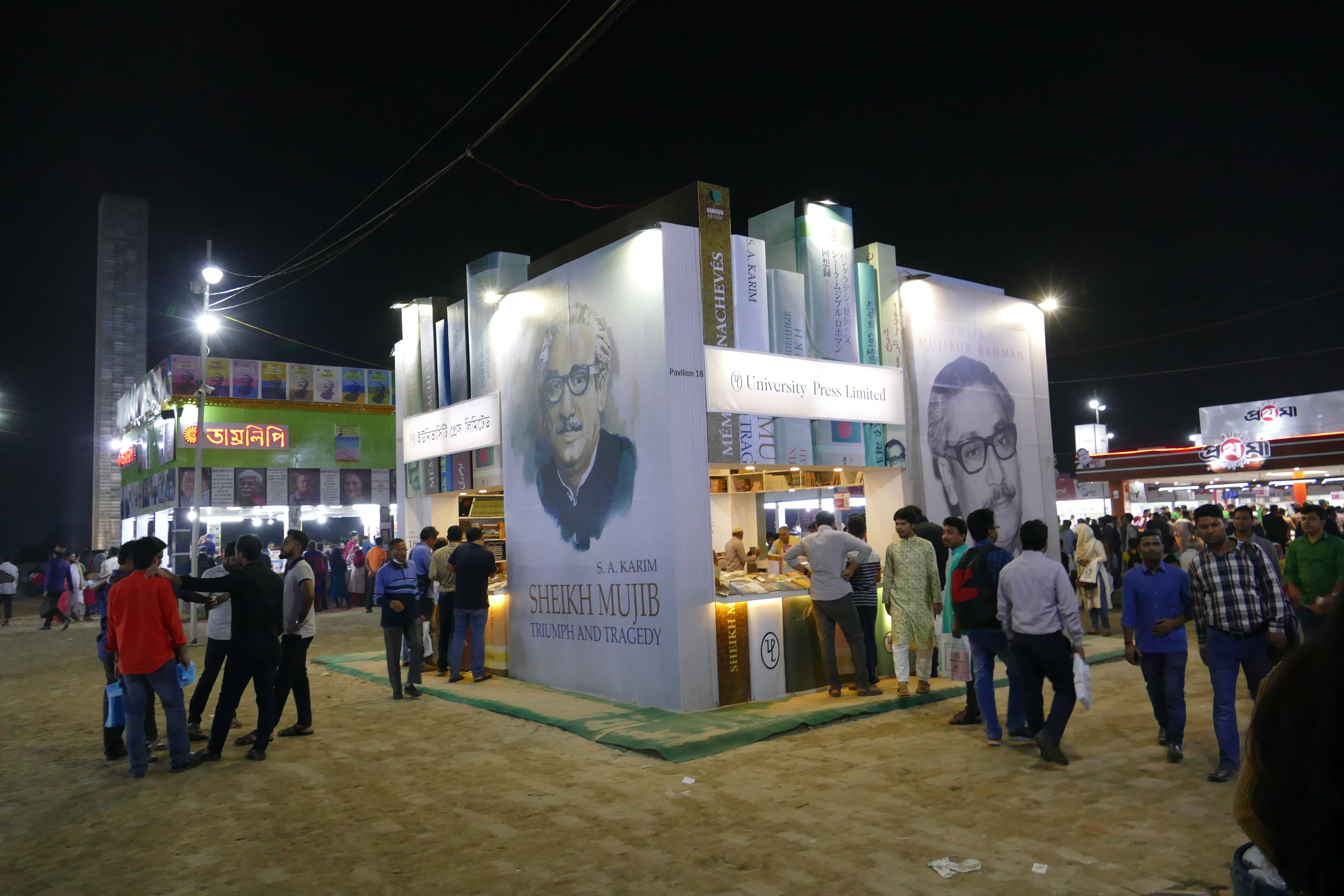
Книжковий ярмарок Ekushey 2020

З 2014 року щорічний місячний книжковий ярмарок, який вважається «найбільшою літературно-культурною подією країни», проводиться в парку Сухраварді поруч з Академією бенгальської мови. Ярмарок присвячений протестувальникам, які загинули під час руху за бенгальську мову. Він був започатковано на початку 1970-х років як тижневий ярмарок у приміщенні Академії бенгальської мови.
В парку Сухраварді проводяться різноманітні святкування, феєрверки, виступи відомих артистів.

## Управління
Міністерство справ визвольної війни та Міністерство житлового будівництва володіють територією парку, а Департамент благоустрою управляє ним.